# Tephritis scorzonerae
Tephritis scorzonerae är en tvåvingeart som beskrevs av Merz 1993. Tephritis scorzonerae ingår i släktet Tephritis och familjen borrflugor.
Artens utbredningsområde är Italien. Inga underarter finns listade i Catalogue of Life.